# زاك نوفاك
زاك نوفاك (27 مايو 1990 في الولايات المتحدة - ) (بالإنجليزية: Zack Novak)‏ هو لاعب كرة سلة أمريكي في مركز مدافع مسدد الهدف. لعب مع Landstede Hammers ‏.

## وصلات خارجية
- زاك نوفاك على موقع كلية كرة السلة في سبورتس رفرنس.كوم (الإنجليزية)
- زاك نوفاك على موقع بروبوليرز (الإنجليزية)